# Hyphessobrycon boulengeri
Hyphessobrycon boulengeri és una espècie de peix de la família dels caràcids i de l'ordre dels caraciformes.

## Morfologia
- Els mascles poden assolir 4,5 cm de llargària total.[2]

## Hàbitat
Viu a àrees de clima tropical.

## Distribució geogràfica
Es troba a Sud-amèrica: conques fluvials costaneres de Rio Grande do Sul (Brasil).